# Бендт Ліндхардт
Бендт Ліндхардт (англ. Bendt Lindhardt; 30 серпня 1804, Голкенгавн поблизу Нюборга, † 1 лютого 1894, Аґґерсволд, поблизу Йідерупу) — данський пастор і член парламенту Данії у 1853–1854 роках.
Ліндхардт був сином купця Ліндхардта Хольгерсена. Він закінчив Нюборг у 1822 році та був репетитором у Факсе та Маргретелунді на захід від Факса у 1823-1825 роках. У 1831 році він склав теологічний іспит і в 1832 році став капеланом в парафії Ербек на захід від Нюборга. Він став катехитом у Рібе в 1836 році та парохом у парафії Фаруп біля Рібе у 1841 році та в парафіях Йідеруп і Холмструп у 1862–1889 роках.
Він був обраний до парламенту в 3-му виборчому окрузі округу Рібе (Рібекредсен) на парламентських виборах 27 травня 1853 року і був членом парламенту до виборів 1 грудня 1854 року, коли не балотувався на переобрання.
У 1882 році Ліндхардт став кавалером ордена Данеброг.